# Hypenetes dorattina
Hypenetes dorattina là một loài ruồi trong họ Asilidae. Hypenetes dorattina được Londt miêu tả năm 1985. Loài này phân bố ở vùng nhiệt đới châu Phi.